# Лиман (геологија)
Лиман је назив за тип естуара, најчешће карактеристичног за обале Црног и Азовског мора. Настаје на обалама код којих није изражено дејство плиме и осеке, па је ток ријеке блокиран седиментима. По настанку може бити морски — када седименте доноси морска струја или ријечни — када седименте доноси већа ријека.
Назив лиман се углавном користи за рељефне облике на западним и сјеверним обалама Црног мора, као и у Азовском мору. Примјери лимана су Варненско језеро у Бугарској, језеро Разим у Румунији и Дњестарски лиман у Украјини. Руски географи назив лиман користе и при описивању неких рељефних облика који нису везани за Црно море — нпр. Анадирски лиман (рус. Анадырский лимáн) у Чукотском аутономном округу.

## Име
Ријеч лиман долази из руског језика (рус. лиман). Поријекло ријечи је старогрчко (грч. λιμένας), што у преводу значи залив или лука. Ширењем Османског царства на западне и сјеверне обале Црног мора, ријеч су проширили Турци, да би на послијетку ушла у бугарски, румунски, украјински и руски језик.